# Ostrostrelec
Ostrostrelec je pehotni vojak, ki je posebej izurjen v premikanju na bojišču in natančnem streljanju.  

## Policijski ostrostrelci
Policijski ostrostrelci se uporabljajo v zahtevnejših nalogah policije (npr. situacije s talci ipd.). Praviloma delujejo s krajših razdalj, kot vojaški ostrostrelci (pod 100 metrov). V nasprotju z vojaškimi ostrostrelci je glavni namen njihovega strela takojšnja smrt tarče.

## Ostrostrelno urjenje
Poleg tega, da so deležni posebnega urjenja, rokujejo tudi s posebnimi orožji. Trening med drugim obsega:
- maskiranje,
- taktično in prikrito (stealth) premikanje,
- izvidovanje,
- natančno streljanje na daljše razdalje v vseh mogočih pogojih

Pri učinkoviti izvedbi strela so zelo pomembne drobne malenkosti, ki zadevajo pravilno namestitev telesa in orožja, dihanje, zmeren pritisk na sprožilec itd.

## Oprema in oborožitev
Glavno orožje ostrostrelca je ostrostrelska puška, poleg tega pa ima lahko še orožje kratkega dosega (npr. pištolo) za spopad na manjših razdaljah, kjer je puška preveč okorna.
Poleg tega je pomemben del njegove opreme še posebna maskirna obleka, ki mu v kombinaciji s težko zaznavnim gibanjem omogoča izredno dobro spojitev z okoljem (celo tako dobro, da nasprotnik lahko gleda nanj, vendar ga ne vidi). V tej obleki je ostrostrelec slabše mobilen, zato se ta vrsta maskiranja v situacijah, ki zahtevajo večjo dinamiko, ne uporablja.

## Taktika
Na večjih razdaljah ostrostrelci po navadi merijo v prsni koš, kjer je večina vitalnih organov, kar pa ne vodi nujno do smrti žrtve. Na krajših razdaljah se uporablja strel v glavo, kar v večini primerov povzroči takojšnjo smrt.
Za premikanje ostrostrelci uporabljajo počasno in tiho gibanje, ki vključuje elemente maskiranja. Da preprečijo razkritje ali protinapad, pogosto menjajo položaj.
Tarče ostrostrelcev so navadno pomembne osebnosti (politični in vojaški voditelji), ali vojaki ključnega pomena v vojaški formaciji (kot npr. vodja enote ali vezist), vendar to ni pravilo - med vojno v BiH je kot žrtev ostrostrelcev padlo mnogo navadnih civilistov in celo otrok.
S puškami večjih kalibrov ter posebnim strelivom lahko ostrostrelci napadajo tudi lahka oklepna vozila, radarske sisteme, letala na tleh, itd.

## Znani ostrostrelci
- seznam ostrostrelcev